# Alexandra Holden
Alexandra Holden, née le 30 avril 1977 à Northfield dans le Minnesota, aux (États-Unis), est une actrice américaine de cinéma et de télévision.

## Biographie
Alexandra Paige Holden, née le 30 avril 1977 à Northfield, (Minnesota, États-Unis), est la fille de Kristi et Barry Holden. Elle a interprété le rôle de Mary Johanson dans le film Belles à mourir et Fern Rogers dans Bad Girls. Elle a également joué dans le slasher film à petit budget Wishcraft.
Elle a aussi eu des rôles dans des vidéos télévisées et de musique. Elle est apparue dans Friends en tant que petite amie de Ross, Elizabeth Stevens. Elle a également eu d'autres rôles à la télévision dont "Mentalist" (episode 14, saison 2), Ally McBeal, Tru Calling : Compte à rebours, Six Feet Under et Private Practice. En musique, elle est apparue dans le clip Hole in My Soul d'Aerosmith.

## Filmographie

### Cinéma
- 1997 : The Last Time I Committed Suicide : Vicky
- 1997 : In and Out : Meredith
- 1998 : Dancer, Texas Pop. 81 : Vivian
- 1999 : Guenièvre : Angelic Girl
- 1999 : EDtv : College Girl
- 1999 : Belles à mourir : Mary Johanson
- 2001 : Bad Girls : Fern Rogers
- 2002 : Wishcraft : Samantha Warren
- 2002 : American Gun : Mia
- 2002 : Four Reasons : Nurse
- 2002 : The Hot Chick : Lulu
- 2003 : Dead End : Marion Harrington
- 2003 : Moving Alan : Dee Dee
- 2003 : How to Deal : Scarlett Smith
- 2003 : Purgatory Flats : Sunny Burkhardt
- 2005 : Everything's Gone Green : Rosemary
- 2005 : Window Theory : Kate
- 2006 : Special : Maggie
- 2006 : Wasted : Amber
- 2006 : A Dead Calling : Rachel Beckwith
- 2007 : All the Days Before Tomorrow : Alison
- 2008 : The Frequency of Claire : Claire
- 2008 : Dark Reel : Scarlett May
- 2009 : Post Grad : Cute Funky Girl
- 2011 : Lovely Molly : Hannah[2]
- 2011 : Let Go de Brian Jett : Kelly
- 2013 : In a World… : Jamie
- 2014 : Zoe Gone : Alicia Lynne
- 2014 : Loaded : April
- 2015 : Always Watching: A Marble Hornets Story : Rose
- 2022 : Other Monsters : Laura

### Télévision

#### Téléfilms
- 2001 : Uprising : Frania Beatus
- 2005 : Everything You Want : Jessica Lindstrom
- 2006 : A Trick of the Mind : Jennifer
- 2010 : Healing Hands : Natasha Waverly

#### Séries télévisées
- 1996–1997 : Mr. Rhodes : Dani Swanson
- 1997 : Cracker : Debbie
- 2000 : Deuxième Chance : Cassidy
- 2000 : Friends : Elizabeth Stevens
- 2001 : Ally McBeal : Jane Wilco
- 2002 : Six Feet Under : Rebecca Leah Milford
- 2004 : Tru Calling : Compte à rebours : Jackie Connors
- 2006 : Grey's Anatomy : Jaime Carr
- 2007 : Friday Night Lights : Suzy
- 2008 : Les Experts : Miami : Carla Hoyle
- 2008 : Private Practice : Laura Larson
- 2009 : Cold Case : Affaires classées : Caroline Kemp en 1958
- 2009 : Royal Pains : Zoe Hill
- 2010 : The Mentalist : Crystal Hargrove
- 2011 : Franklin and Bash : Debbie Wilcox
- 2011 : Friends with Benefits : Dakota
- 2011 : Man Up : Rebecca
- 2011 : Covert Affairs : Grace Langford
- 2012–2014 : Rizzoli and Isles : Lydia Sparks
- 2012 : Bones : Margot Sandoval
- 2012 : NCIS : Enquêtes spéciales : Brooke Fenton
- 2013 : The Mob Doctor : Bethany Maslan
- 2013 : Vegas : Dawn Fields
- 2013 : Drop Dead Diva : Becca Holt
- 2014 : Les Experts : Mary Haymond
- 2014 : NCIS : Los Angeles : Elise Elena Jaeger